# Kappa Piscium
Kappa Piscium (κ Piscium/κ Psc) è una stella tripla distante circa 162 anni luce dalla Terra, nella costellazione dei Pesci.

## Osservazione
Si individua nella parte sud occidentale della costellazione, nelle vicinanze del suo confine con la costellazione dell'Acquario e a pochi gradi dal punto in cui l'equatore celeste e l'eclittica si incrociano, cioè del Punto vernale. Trovandosi poco più di un grado a nord dell'equatore celeste, è una stella visibile da tutte le regioni popolate della Terra, risultando invisibile solo nelle immediate vicinanze del Polo sud. Essendo una stella di magnitudine apparente 4,9, la sua osservazione è possibile a occhio nudo solo nelle zone a basso inquinamento luminoso.

## Caratteristiche
Sebbene a occhio nudo appaia come una stella singola, essa può essere risolta con l'aiuto di un semplice binocolo; è costituita da un sistema triplo, formato da una principale che è una stella variabile con una magnitudine apparente che varia da un massimo di 4,87 a un minimo di 4,95, seguita da una compagna di magnitudine circa di 11,9 e da una terza componente di tredicesima magnitudine che si trova visualmente a 76 secondi d'arco dalla componente B. Le componenti B e C potrebbero non essere legate gravitazionalmente alla componente A ma apparire vicine ad essa solo per ragioni di prospettiva.
La principale è una stella di classe A, con una temperatura superficiale compresa tra 7 500 e 11000 K. Essa ruota con un periodo di circa 48 ore alla velocità di circa 41 km/s. Si tratta di una stella variabile la cui variazione di luminosità è compresa tra 0,01 e 0,1 magnitudini. In particolare, è una variabile α2 Canum Venaticorum, ovvero una stella con forti campi magnetici dove sono state rilevate righe spettrali nella banda del silicio, stronzio e cromo. Ha anche la particolarità di presentare righe di elementi transferrici come l'uranio e il rarissimo olmio; questi elementi, compreso l'osmio, possono provenire da una vicina esplosione di supernova. È inoltre povera sia di ossigeno che di magnesio.

## Occultazioni
Per la sua posizione prossima all'eclittica, è talvolta soggetta ad occultazioni da parte della Luna e, più raramente, dei pianeti, generalmente quelli interni.
Le ultime occultazioni lunari invece avvennero rispettivamente:
- Il 10 ottobre 2011[5].

- Il 29 settembre 2012[6][7].

- Il 19 dicembre 2012[8].